# Leptopoecile elegans
El carbonerito elegante (Leptopoecile elegans) es una especie de ave paseriforme perteneciente a la familia Aegithalidae nativa de China y parcialmente de la India. Su hábitat natural es el bosque boreal.

## Subespecies
Cuenta con las siguientes subespecies:
- Leptopoecile elegans elegans Prjevalsky, 1887
- Leptopoecile elegans meissneri Shafer, 1937